# La Habana, Mexiko
La Habana är en ort i Mexiko.   Den ligger i kommunen Álamo Temapache och delstaten Veracruz, i den sydöstra delen av landet, 220 km nordost om huvudstaden Mexico City. La Habana ligger 46 meter över havet och antalet invånare är 115.
Terrängen runt La Habana är huvudsakligen platt, men söderut är den kuperad. Runt La Habana är det ganska tätbefolkat, med 65 invånare per kvadratkilometer. Närmaste större samhälle är Temapache, 18,0 km nordost om La Habana. Trakten runt La Habana består till största delen av jordbruksmark.